# Station Hanau-Klein Auheim
Station Hanau-Klein Auheim is een spoorwegstation in de Duitse plaats Hanau. Het stationsgebouw is een beschermd monument.